# Тарджан, Роберт
Роберт Эндре Тарджан (англ. Robert Endre Tarjan; /ˈrɔːbət ˈtɑrdʒæn/; род. 30 апреля 1948 года, Помона, США) — американский учёный в области теории вычислительных систем.
Автор множества алгоритмов решения задач теории графов и дискретной математики, включая алгоритм поиска наименьшего общего предка, соавтор ряда важных структур данных, в том числе фибоначчиевой кучи и расширяющегося дерева. Концептуализировал понятие амортизационного анализа.
Доктор философии (1972), заслуженный профессор Принстонского университета, где преподаёт с 1985 года, старший фелло HP Labs. Член Американского философского общества (1990), Национальной академии наук и Инженерной академии США.

## Ранние годы
Отец — Джордж Тарджан (Дьёрдь Тарьян, 1912—1991) — уроженец Жолны и выпускник медицинского факультета Будапештского университета, эмигрировал в США в 1939 году, тогда как его оставшиеся в Чехословакии родители и брат в силу еврейского происхождения были заключены в концентрационный лагерь; в США стал детским психиатром и был избран президентом Американской психиатрической ассоциации. Дед — политик и политолог Эдён Тарьян (Вайс, 1882—1946), основатель Словацкой венгерской партии права, автор книг по региональной политике в отношении национальных меньшинств. Брат — шахматный гроссмейстер Джеймс Тарджан.
В детстве читал много научной фантастики и хотел стать астрономом. Математикой заинтересовался после прочтения заметок Мартина Гарднера по математическим играм в журнале «Scientific American». Серьёзный интерес к математике привил ему в восьмом классе «очень мотивирующий» учитель.
Во время обучения в школе имел возможность поработать в IBM с сортировально-подборочной машиной для перфокарт. В 1964 году в летней школе получил первый серьёзный опыт работы с настоящими компьютерами.
Звание бакалавра по математике получил в Калифорнийском технологическом институте в 1969 году. В Стэнфордском университете получил магистерскую степень по информатике (1971) и степень доктора философии по информатике — в 1972 году, его научными руководителями в Стэнфорде были Роберт Флойд и Дональд Кнут, тема диссертации — «Эффективный алгоритм определения планарности графа».

## Карьера
С 1985 года — преподаватель в Принстонском университете, где ныне именной заслуженный Университетский профессор информатики (James S. McDonnell Distinguished University Professor). У него также были академические должности в Корнеллском университете (1972—1974), Калифорнийском университете в Беркли (1973—1975), Стэнфордском университете (1974—1981), Нью-Йоркском университете(1981—1985). Также был членом NEC Research Institute (1989—1997) и числится (на должности Visiting Scientist) в Массачусетском технологическом институте (1996).
Работал в AT&T Bell Labs (1980—1989), InterTrust Technologies (1997—2001), Compaq (2002) и Hewlett-Packard, где продолжает работать с 2006 года. Избирался членом различных комитетов Ассоциации вычислительной техники (ACM) и Института инженеров электротехники и электроники (IEEE), а также работал редактором нескольких рецензируемых журналов.

### Алгоритмы и структуры данных
Разработал множество эффективных алгоритмов и структур данных для решения различных прикладных задач. Опубликовал более 228 статей в рецензируемых журналах и монографиях.
Известен работами в области алгоритмов на графах. Наиболее яркие из них — оффлайновый алгоритм Тарьяна поиска ближайшего общего предка для многократного быстрого поиска самого глубокого узла дерева, являющегося общим предком двух заданных узлов, и алгоритм Тарьяна вычисления сильно связных компонент. Алгоритм Хопкрофта — Тарьяна стал первым линейным алгоритмом определения планарности графа.
Разработал ряд важнейших структур данных, таких как фибоначчиева куча, система непересекающихся множеств и расширяющееся дерево (англ. splay tree, один из видов сбалансированного двоичного дерева поиска; в соавторстве с Дэниелом Слитором.

## Награды
В 1986 году совместно с Джоном Хопкрофтом стал лауреатом премии Тьюринга «за фундаментальные результаты в области разработки и анализа алгоритмов и структур данных».
Избран действительным членом ACM (ACM Fellow) в 1994 году «за плодотворный труд в области разработки и анализа алгоритмов и структур данных».
Другие награды:
- Стипендия Гуггенхайма (1978)[13]
- Премия Неванлинны (1982) — первый лауреат этой премии
- William O. Baker Award for Initiatives in Research[англ.] (1984)
- Paris Kanellakis Award in Theory and Practice, ACM (1999)
- Blaise Pascal Medal in Mathematics and Computer Science, European Academy of Sciences (2004)

По состоянию на конец февраля 2009 года занимал 39-е место в списке самых цитируемых авторов в проекте CiteSeer.

## Библиографические ссылки
- Tarjan, Robert E. Data structures and network algorithms (неопр.). — Philadelphia, 1983. — ISBN 978-0898711875.
- Tarjan, Robert E.; Polya, George; Woods, Donald R. Notes on introductory combinatorics (неопр.). — Boston, 1983. — ISBN 978-0817631703.
- OCLC entries for Robert E Tarjan
- DBLP entry for Robert Endre Tarjan